# Leoncije Bizantski
Leoncije Bizantski (oko 485. - oko 543.) bio je bizantski teološki pisac. Naziva ga se još Leoncije Jeruzalemski (u vrijeme kada je bio zatvoren u samostanu sv. Save u Jeruzalemu) i Leoncije Skolastik jer je prvi uveo aristotelske definicije u teologiju. Prema nekima, bio je zagovaratelj posebnog značenja riječi "skolastik". Leoncije je rođen u Konstantinopolu. U mladosti je bio član nestorijanske zajednice. Ništa drugo nije poznato o njegovom životu. Često ga se miješa s drugim piscima istog imena i nepoznato je koja djela autora istog imena, Leonicije, pripadaju baš njemu. Jedno vrijeme bio je član zajednice skitijskih redovnika.
Većina znanstvenika vjeruje kako je on autor djela Protiv nestorijanaca i eutihijaca (Contra Nestorianos et Eutychianos), Protiv nestorijanaca (Contra Nestorianos), Protiv monofizita (Contra Monophysitas), Protiv Severa (Contra Severum) i Komentari (Σχόλια, najčešće zvani De Sectis, odnosno O sektama). Esej Protiv prijevare Apolinarove (Adversus fraudes Apollinaristarum) i dvije propovijedi pripisuju se drugima.